# Bibliothèque municipale de Vérone
La bibliothèque municipale de Vérone, ou Biblioteca Civica di Verona en italien, est une bibliothèque italienne située dans la ville de Vérone, en Vénétie.